# Якушев, Зефер Рафаилович
Зефер Рафаилович Якушев (18 ноября 1969, c. Чкаловское, Батыревский район, Чувашская АССР, РСФСР, СССР) — российский борец греко-римского стиля, трёхкратный чемпион России, обладатель Кубка мира в команде.

## Спортивная карьера
Победитель первенства Чувашии среди юниоров, чемпион Ульяновской области. В ноябре 1993 года в финской Хейноле в составе сборной России стал Обладателем Кубка мира, а в личном зачёте серебряным призёром. В 1993 году ему было присвоено звание мастер спорта России международного класса. С 1989 по 1991 годы занимал призовые места на чемпионатах РСФСР. В октябре 1992 году в Краснодаре завоевал бронзовую медаль чемпионата России. В 2007 году стал бронзовым призёром ветеранского чемпионата мира. В октябре 2008 года в Перми стал чемпионом мира среди ветеранов. В декабре 2015 года стал двукратным победителем первенства России среди ветеранов. Работает в федерации спортивной борьбы Ульяновской области.

## Достижения
- Чемпионат России по греко-римской борьбе 1992 — ;
- Чемпионат России по греко-римской борьбе 1993 — ;
- Кубок мира по борьбе 1993 (команда) — ;
- Кубок мира по борьбе 1993 — ;
- Чемпионат России по греко-римской борьбе 1994 — ;
- Чемпионат России по греко-римской борьбе 1996 — ;
- Гран-при Ивана Поддубного 2001 — ;

## Личная жизнь
В 1995 году окончил Ульяновский государственный педагогический университет.